# Дадли, Уильям (финансист)
Уи́льям Да́дли (англ. William C. Dudley, род. 1952) — американский экономист и финансист. 10-й Президент Федерального резервного банка Нью-Йорка (с 27 января 2009 года).

## Биография
Окончил Нью-колледж в Сарасоте (Флорида) со степенью бакалавра в 1974 году. Докторскую степень по экономике получил в Калифорнийском университете в Беркли (1982), где изучал макроэкономику под руководством Джорджа Акерлофа.
Женат на Энн Дарби (Ann E. Darby). Живут в Крэнфорде (Нью-Джерси).

## Профессиональная деятельность
После окончания университета работал экономистом в департаменте финансовых исследований Совета управляющих Федеральной резервной системы (в 1981−83), но в дальнейшем ушёл в бизнес.

### Карьера в бизнесе
- до 1986 — вице-президент компании «Morgan Guaranty Trust Company».
- 1986—2007 — главный экономист, затем партнёр и управляющий директор инвестиционного банка «Голдман Сакс».

Одновременно с 1999 по 2005 год был членом Группы технических консультантов (англ. the Technical Consultants Group) бюджетного управления Конгресса.

### Работа вФедеральном резервном банке Нью-Йорка
- Исполнительный вице-президент Отдела по рынкам (Markets Group) и управляющий операциями на открытом рынке (англ. the System Open Market Account for the Federal Open Market Committee) Федерального резервного банка Нью-Йорка.
- 27 января 2009 года утверждён Советом директоров банка 10-м президентом банка (после назначения Тимоти Гайтнера министром финансов США). Это назначение подтверждено Советом управляющих Федеральной резервной системы. Как президент ФРБ Нью-Йорка У. Дадли становится заместителем председателя Федерального комитета по операциям на открытом рынке.